# 朱友恭
朱友恭（?—?），本名李彥威，壽州人。後為朱溫義子。

## 生平
早年追隨朱溫，被收為養子。歷官汝、潁二州刺史，官至左龍虎統軍。乾寧二年（895年）正月，朱溫派朱友恭率軍圍困兗州。乾寧四年（897年），朱友恭進攻青州。天佑元年八月，朱溫派遣朱友恭、氏叔琮等人前往洛陽弑殺唐昭宗，朱友恭等帥兵上百人闖入宮內，殺昭宗之妃數人，昭宗聞訊，繞柱欲逃，仍被士兵殺死。朱温得知昭宗死，假裝震驚，大哭說“奴輩負我，令我受惡名於萬代。”殺朱友恭。友恭臨刑前說：“賣我以塞天下之謗，如鬼神何！行事如此，望有後乎！”向也被處決的張廷範說：“勉之，公行自及。”死後還其原姓名。

## 延伸阅读
[在维基数据编辑]
 《新唐書·卷223下》，出自《新唐書》
 《舊五代史·卷19》，出自薛居正《舊五代史》
 《新五代史·卷43》，出自歐陽修《新五代史》